# Păuliș
Păuliș je obec v župě Arad v Rumunsku. Žije zde přibližně 4 200 obyvatel. Součástí obce jsou i tři okolní vesnice.

## Části obce
- Păuliș – 1 669 obyvatel
- Barațca – 212 obyvatel
- Cladova – 270 obyvatel
- Sâmbăteni – 2 083 obyvatel